# Фаррелл, Марк (теннисист)
Марк Фаррелл (англ. Mark Farrell; 6 мая 1953, Ливерпуль, Англия, Великобритания — 26 ноября 2018) — британский теннисист и тренер, финалист одного турнира Большого шлема в смешанном парном разряде (Уимблдон-1974), финалист одного турнира WCT в парном разряде (Лондон, 1974), член сборной Великобритании по теннису в Кубке Дэвиса (1974).

## Биография
Марк Фаррелл родился в Ливерпуле 6 мая 1953 года. Он начинал играть в теннис в Vagabonds Lawn Tennis Club.
Первое выступление Фаррелла, учитываемое в статистике Ассоциации теннисистов-профессионалов, относится к июлю 1970 года: 17-летний Марк принял участие в турнире ATP в Хойлейке и уступил в первом круге австралийцу Биллу Боури. Из последующих результатов в играх против ведущих теннисистов выделяют победы Фаррелла над шведом Бьорном Боргом (Сидней, 1973) и американцем Стэном Смитом (Ноттингем, 1975).
Наибольшего успеха в парном разряде Фаррелл добился на турнире WCT в Лондоне, выступая в паре с британцем Джоном Ллойдом, — они вышли в финал соревнований, где со счётом 6-7, 3-6 уступили шведской паре Уве Бенгстон — Бьорн Борг. В полуфинале лондонского турнира Фаррелл и Ллойд обыграли австралийцев Колина Дибли и Рода Лейвера.
На Уимблдонском турнире, проходившем в конце июня — начале июля 1974 года, Марку Фарреллу, выступавшему в паре с британкой Лесли Чарльз, удалось дойти до финала в смешанном парном разряде. На пути к уимблдонскому финалу Фаррелл и Чарльз одержали победы в пяти встречах, в том числе в полуфинале над австралийцами Нилом Фрейзером и Хелен Гурли (7-9, 8-6, 6-2). В финальном матче, играя против австралийца Оуэна Дэвидсона и американки Билли Джин Кинг, британская пара уступила со счётом 3-6, 7-9.
В сентябре 1974 года Фаррелл участвовал в матче Кубка Дэвиса, в котором сборная Великобритании принимала команду Ирана. Выступая в паре, британские теннисисты Марк Фаррелл и Джон Ллойд победили иранцев Али Мадани и Каняба Дерафшиявана (Kanyab Derafshijavan) со счётом 6-1, 6-1, 6-1. После победы в парной встрече британская команда повела со счётом 3:0 и обеспечила себе победу во всём матче. Впоследствии партнёр Фаррелла Джон Ллойд вспоминал: «Я много играл с Марком на юниорском уровне. У него была бешеная подача, но на самом деле он был нежным гигантом. Большой, сильный ливерпулец. Он мог бы стать очень хорошим футболистом. Он был очень горд, представляя Великобританию в матче против Ирана в Королевском клубе».
Последние матчи Фаррелла, учитываемые в статистике ATP, относятся к 1980 году в одиночном разряде и к 1981 году в парном разряде. После окончания игровой карьеры он долгое время работал теннисным тренером в Швейцарии. По некоторым сведениям, он работал в клубе Sihlsports в Лангнау-на-Альбисе. В последние месяцы своей жизни он тяжело болел и передвигался на инвалидной коляске. Марк Фаррелл скончался 26 ноября 2018 года в возрасте 65 лет.

## Рейтинг на конец года
| Год               | 1974 | 1975 | 1976  | 1977 | 1978 | 1979 | 1982 |
| Одиночный рейтинг | 120  | ▼160 | ▼ 248 | ▼287 | ▼496 | ▼579 | ▼826 |

По данным официального сайта ATP на последнюю неделю года.

## Выступления на турнирах

### Финалы турниров Большого шлема

#### Смешанный парный разряд: 1 финал (1 поражение)
| Результат | №  | Год  | Турнир   | Партнёрша    | Соперники                     | Счёт     |
| Поражение | 1. | 1974 | Уимблдон | Лесли Чарльз | Билли Джин Кинг Оуэн Дэвидсон | 3-6, 7-9 |

### Финалы турнировWCT

#### Парный разряд: 1 финал (1 поражение)
| Результат | №  | Год  | Турнир | Покрытие | Партнёр    | Соперники               | Счёт     |
| Поражение | 1. | 1974 | Лондон | Хард     | Джон Ллойд | Уве Бенгстон Бьорн Борг | 6-7, 3-6 |